# Das Traumschiff: Karibik (1983)
Das Traumschiff: Karibik ist ein deutscher Fernsehfilm von Alfred Vohrer aus dem Jahr 1983. Es ist der neunte Film der Reihe Das Traumschiff des Fernsehsenders ZDF.

## Handlung
Die Handlung besteht aus drei Geschichten, die jeweils einen eigenen Untertitel haben und wie üblich nebeneinander spielen.
Geschäftliches
Der Geschäftsmann Herbert Kullmann ist mit seiner Frau Susanne an Bord. Susanne und der Besitzer der Bordboutique, Klaus Behringer, waren früher einmal ein Paar und kommen sich auf der Reise wieder näher, während Herbert dauerhaft unter geschäftlichem Stress steht. Als dieser Stress zu einem Herzinfarkt führt, wendet sich Susanne wieder ihrem Ehemann zu.
Kolumbus und Kabeljau
Die Hamburger Fischverkäuferin Amanda hat für die Reise einen Hauslehrer engagiert, Dr. Waseck. Dieser ist zunächst irritiert, weil er dachte, er solle ein Kind unterrichten. Beim Essen sitzen die beiden mit zwei verklemmten Damen am Tisch, in deren Gegenwart die eher ungebildete und prollige Amanda eher unangenehm auffällt. An Land beginnen sich Amanda und Dr. Waseck bei einem Aufenthalt am Strand gut zu verstehen.
Der Hund
Heinz Karger, als Bäcker auf dem Schiff, will seine Liebe Rosi zurückgewinnen. Betrunken bringt er einen kleinen Hund mit aufs Schiff, womit er jedoch auch keine Chance bei ihr hat. Er muss den Hund im nächsten Hafen wegbringen und irgendwo aussetzen. Allerdings möchte eine Dame, Vorsitzende eines Tierschutzvereins, den Hund adoptieren, was sie erst sagt, als er schon weg ist. Auf Befehl des Kapitäns soll Victor den Hund finden und zurückbringen.

## Produktion
Gedreht wurde auf dem Schiff Astor, das zu Beginn aus dem Hamburger Hafen ausläuft, und in der Karibik.
Es ist der dritte Film der Reihe mit Heinz Weiss als Kapitän Heinz Hansen.

## Veröffentlichung
Die Erstausstrahlung war am Sonntag, den 27. November 1983 im ZDF.
Früher vorrangig unter den drei Untertiteln der einzelnen Geschichten genannt, wurde zusätzlich Puerto Rico angefügt. Heute führt der Sender den Film unter dem Titel Karibik.